# Тимоти Лавџој
Пречасни Тимоти Лавџој Јуниор (енгл. Reverend Timothy Lovejoy Jr.) је измишљени лик из цртане серије Симпсонови, коме глас позајмљује Хари Ширер.Тимоти је свештеник Цркве Спрингфилда.